# Красавино (присілок, Великоустюзький район)
Краса́вино (рос. Красавино) — присілок у складі Великоустюзького району Вологодської області, Росія. Входить до складу Самотовінського сільського поселення.

## Населення
Населення — 39 осіб (2010; 49 у 2002).
Національний склад (станом на 2002 рік):
- росіяни — 100 %